# Adnan Abdallat
Adnan Abdallat (en árabe: عدنان العبداللات) fue un neurólogo jordano. Participó en el descubrimiento del síndrome de Abdallat–Davis–Farrage en 1980.
El Dr. Adnan Abdallat ha servido en el Centro Médico Al Hussain, un hospital militar en Amán, Jordania. Abdallat tuvo a su cargo la dirección del Departamento de Neurólogía del hospital hasta que se retiró y estableció su clínica privada y centro de investigaciones..